# Brouwerij Huyghe
Brouwerij Huyghe, ook bekend als Brouwerij Delirium Tremens, is een grote Belgische familiale brouwerij, gelegen in de Oost-Vlaamse gemeente Melle.

## Geschiedenis
Op de oorspronkelijke bedrijfssite werd al sinds 1654 gebrouwen. De huidige brouwerij werd in 1906 door Leon Huyghe opgericht.

Lange tijd was de brouwerij bekend als brouwer van de pils: Golden Kenia. Door de toename van de populariteit van pils van de grote bierconcerns kregen kleine ambachtelijke bierbrouwers in België en daarbuiten het steeds lastiger. Brouwerij Huyghe is zich sindsdien steeds meer gaan focussen op de export. Tot half de jaren 80 leverde de brouwerij aan een aantal tientallen cafés rond Gent pils en frisdranken (Mell's). De omzet was toen 13.000 hl.

De derde generatie bedrijfsleiders, Anita Huyghe en Jean De Laet, zette de familiebrouwerij voort en gingen zich richten op zware blonde bieren van hoge gisting. Delirium Tremens zou hun topmerk worden en zorgt intussen voor 42% van de omzet.

In 1992 stapte hun zoon, jurist Alain De Laet, in de zaak. Stelselmatig deed hij ervaring op alle niveaus op, tot hij het beleid ging bepalen.
Naast verschillende uitbreidingen en moderniseringen, realiseerde de brouwerij ook overnames: Brouwerij Biertoren te Kampenhout (1993), Brouwerij Damy te Olsene (1994) en Brouwerij Villers te Puurs (1999).
In maart 2011 werd de brouwerij lid van de Belgian Family Brewers.
Lange tijd werd zeven dagen per week gebrouwen in een brouwinstallatie uit 1938, met een capaciteit van 160.000 hectoliter. Sinds maart 2012 werd overgeschakeld op een nieuwe brouwzaal met een capaciteit van 350.000 hl. In 2011 had het bedrijf 46 werknemers in dienst. Brouwerij Huyghe is een groep van vijf vennootschappen.
In 2014 steeg het geproduceerde volume met 10% tot 180.000 hl. De omzet steeg met 20% tot 26 miljoen euro.

## Afzet
Brouwerij Huyghe heeft vijf kernmerken: Delirium Tremens, La Guillotine, Floris, St-Idesbald en Blanche des Neiges. Daarbij kwam het nieuwe abdijbier Averbode. Samen zorgen zij voor 53% van de omzet (2011). In België produceert brouwerij Huyghe veel voor Carrefour, Colruyt en Delhaize. Ze leveren ook limonade in vaten.

In 2014 werd 74% van de productie geëxporteerd, onder meer naar Frankrijk, de Verenigde Staten, Groot-Brittannië en Nederland. Meer dan de helft van de omzet steunde op Delirium Tremens, La Guillotine en het nieuwe abdijbier Averbode. Delirium Tremens werd in 85 landen verkocht.

## Bieren
Onderstaande bieren worden (of werden) gebrouwen in deze brouwerij:
- Ambrel - 6,2%
- Averbode - 7,5%
- Artevelde - 5,4%
- Artevelde Grand Cru - 7,4%
- Bière du Corsaire Cuvée Spéciale - 9,4%
- Blanche des Neiges - 5%
- Bolivar Blond - 7,5%
- Bolivar Bruin - 7,5%
- Campus - 7%
- Campus Gold - 6,2%
- Campus Premium - 5%
- Delirium de Noël - 10%
- Delirium Nocturnum - 9%
- Delirium Tremens - 9%
- Floris cactus - 3%
- Floris chocolat Gardenbeer - 3%
- Floris fraise - 3%
- Floris framboise - 3%
- Floris griotte - 3%
- Floris honey - 3%
- Floris kriek - 3,5%
- Floris mango - 3%
- Floris ninkeberry - 3%
- Floris passion - 3%
- Floris pomme / apple - 3%
- Floris wit - 5%
- Golden Kenia pils - 5%
- Kira Wit
- La Guillotine - 9,3%
- La Mère Noël
- La Minty - 5%
- La Poiluchette blonde – 7,5%
- La Poiluchette brune
- Manacas – 4,8%
- Mc Gregor – 6,5%
- Mongozo banana - 4,8%
- Mongozo coconut - 7%
- Mongozo palmnut - 7%
- Mongozo quinua - 5,9%
- Mongozo Premium Pilsener
- Sexy lager – 5%
- St-Idesbald blond - 6,2%
- St-Idesbald bruin - 8%
- St-Idesbald tripel - 9%
- Ten Duinen Rousse - 7%
- Villers blond
- Villers oud - 7%
- Villers triple - 8,5%
- Vliegende Valk pils - 5%
- Weinig bekend is dat Huyghe ook tafelbier brouwt voor Colruyt.